# 四腳亭交流道
四腳亭交流道為台灣台62線與台62甲線交會的交流道，指標分別為13k與5k，位於新北市瑞芳區四腳亭，往西可與國道一號和國道三號連接。
|        | 13 四腳亭 |        | 基隆   |
| 四腳亭 | 13 四腳亭 |        |        |
|        | 5 四腳亭  | 四腳亭 | 四腳亭 |
|        | 5 四腳亭  | 暖暖   |        |
|        | 5 四腳亭  |        |        |

## 外部連結
- 台62線、台62甲線四腳亭交流道示意圖 （页面存档备份，存于）（交通部公路總局）